# Mistrzostwa Świata w Kolarstwie Torowym 2018
115. Mistrzostwa Świata w Kolarstwie Torowym 2018 – zawody sportowe, które odbyły się w dniach 28 lutego – 4 marca 2018 roku, na torze kolarskim Omnisport Apeldoorn w Apeldoorn.

## Medaliści

### Kobiety
| Konkurencja         | Data      | Złoto                                                                             | Srebro                                                                                         | Brąz                                                                                               |
| ------------------- | --------- | --------------------------------------------------------------------------------- | ---------------------------------------------------------------------------------------------- | -------------------------------------------------------------------------------------------------- |
| wyścig punktowy     | 4 marca   | Kirsten Wild                                                                      | Jennifer Valente                                                                               | Jasmin Duehring                                                                                    |
| sprint drużynowy    | 28 lutego | Niemcy Miriam Welte · Kristina Vogel · Pauline Grabosch                           | Holandia Kyra Lamberink · Shanne Braspennincx · Laurine van Riessen · Hetty van de Wouw        | Rosja Darja Szmielowa · Anastasija Wojnowa                                                         |
| 500 m na czas       | 3 marca   | Miriam Welte                                                                      | Darja Szmielowa                                                                                | Elis Ligtlee                                                                                       |
| wyścig drużynowy    | 1 marca   | Stany Zjednoczone Jennifer Valente · Kelly Catlin · Chloé Dygert · Kimberly Geist | Wielka Brytania Katie Archibald · Elinor Barker · Laura Kenny · Emily Nelson · Ellie Dickinson | Włochy Elisa Balsamo · Letizia Paternoster · Silvia Valsecchi · Tatiana Guderzo · Simona Frapporti |
| wyścig indywidualny | 3 marca   | Chloé Dygert                                                                      | Annemiek van Vleuten                                                                           | Kelly Catlin                                                                                       |
| scratch             | 28 lutego | Kirsten Wild                                                                      | Jolien D’Hoore                                                                                 | Amalie Dideriksen                                                                                  |
| sprint indywidualny | 2 marca   | Kristina Vogel                                                                    | Stephanie Morton                                                                               | Pauline Grabosch                                                                                   |
| omnium              | 2 marca   | Kirsten Wild                                                                      | Amalie Dideriksen                                                                              | Rushlee Buchanan                                                                                   |
| keirin              | 4 marca   | Nicky Degrendele                                                                  | Lee Wai Sze                                                                                    | Simona Krupeckaitė                                                                                 |
| madison             | 3 marca   | Wielka Brytania Katie Archibald · Emily Nelson                                    | Holandia Kirsten Wild · Amy Pieters                                                            | Włochy Letizia Paternoster · Maria Giulia Confalonieri                                             |

### Mężczyźni
| Konkurencja         | Data      | Złoto                                                                                    | Srebro                                                                                 | Brąz                                                                              |
| ------------------- | --------- | ---------------------------------------------------------------------------------------- | -------------------------------------------------------------------------------------- | --------------------------------------------------------------------------------- |
| sprint drużynowy    | 28 lutego | Holandia Nils van ’t Hoenderdaal · Harrie Lavreysen · Jeffrey Hoogland · Matthijs Büchli | Wielka Brytania Jack Carlin · Ryan Owens · Jason Kenny · Philip Hindes · Joseph Truman | Francja François Pervis · Sébastien Vigier · Quentin Lafargue · Michaël D’Almeida |
| scratch             | 1 marca   | Jauhienij Karalok                                                                        | Michele Scartezzini                                                                    | Callum Scotson                                                                    |
| keirin              | 1 marca   | Fabián Puerta                                                                            | Tomoyuki Kawabata                                                                      | Maximilian Levy                                                                   |
| wyścig drużynowy    | 1 marca   | Wielka Brytania Edward Clancy · Kian Emadi · Ethan Hayter · Charlie Tanfield             | Dania Niklas Larsen · Julius Johansen · Frederik Madsen · Casper von Folsach           | Włochy Simone Consonni · Liam Bertazzo · Filippo Ganna · Francesco Lamon          |
| 1 km                | 4 marca   | Jeffrey Hoogland                                                                         | Matthew Glaetzer                                                                       | Theo Bos                                                                          |
| wyścig punktowy     | 2 marca   | Cameron Meyer                                                                            | Jan-Willem van Schip                                                                   | Mark Stewart                                                                      |
| omnium              | 3 marca   | Szymon Sajnok                                                                            | Jan-Willem van Schip                                                                   | Simone Consonni                                                                   |
| wyścig indywidualny | 2 marca   | Filippo Ganna                                                                            | Ivo Oliveira                                                                           | Aleksandr Jewtuszenko                                                             |
| sprint indywidualny | 3 marca   | Matthew Glaetzer                                                                         | Jack Carlin                                                                            | Sébastien Vigier                                                                  |
| madison             | 4 marca   | Niemcy Roger Kluge · Theo Reinhardt                                                      | Hiszpania Albert Torres · Sebastián Mora                                               | Australia Cameron Meyer · Callum Scotson                                          |

## Tabela medalowa
Stan na zakończenie zawodów.
| Miejsce | Reprezentacja     |   |   |   | Razem |
| ------- | ----------------- | - | - | - | ----- |
| 1       | Holandia          | 5 | 5 | 2 | 12    |
| 2       | Niemcy            | 4 | 0 | 2 | 6     |
| 3       | Wielka Brytania   | 2 | 3 | 1 | 6     |
| 4       | Australia         | 2 | 2 | 2 | 6     |
| 5       | Stany Zjednoczone | 2 | 1 | 1 | 4     |
| 6       | Włochy            | 1 | 1 | 4 | 6     |
| 7       | Belgia            | 1 | 1 | 0 | 2     |
| 8       | Białoruś          | 1 | 0 | 0 | 1     |
| 8       | Kolumbia          | 1 | 0 | 0 | 1     |
| 8       | Polska            | 1 | 0 | 0 | 1     |
| 11      | Dania             | 0 | 2 | 1 | 3     |
| 12      | Rosja             | 0 | 1 | 2 | 3     |
| 13      | Hiszpania         | 0 | 1 | 0 | 1     |
| 13      | Hongkong          | 0 | 1 | 0 | 1     |
| 13      | Japonia           | 0 | 1 | 0 | 1     |
| 13      | Portugalia        | 0 | 1 | 0 | 1     |
| 17      | Francja           | 0 | 0 | 2 | 2     |
| 18      | Kanada            | 0 | 0 | 1 | 1     |
| 18      | Litwa             | 0 | 0 | 1 | 1     |
| 18      | Nowa Zelandia     | 0 | 0 | 1 | 1     |